# Tuxedomoon
Tuxedomoon este o formație americană de muzică experimentală, post-punk, new wave, originară din San Francisco, California, SUA. Membrii fondatori au fost Steve Brown și Blaine L. Reininger. Basistul Peter Principle s-a alăturat formației în 1979, când au lansat single-ul „No Tears”. După care Tuxedomoon s-au mutat în Europa. Formația s-a desființat la începutul anilor 1990, dar s-au reunit la sfârșitul decadei. Au scos ultimul album, Vapour Trails, în 2007.

## Istoric
În 1977 Tuxedomoon s-a format din „Angels of Light”, un colectiv artistic și o comunitate locativă, un grup de prieteni al cărui membru era și Steve Brown. L-a întâlnit pe Blaine L. Reininger la un curs de muzică electronică la San Francisco City College. Brown lucra cu Tommy Tadlock, membru al grupului „Angels of Light”, la un proiect final pentru curs. Tadlock a devenit ulterior managerul formației Tuxedomoon. Reininger și Brown au început să cânte împreună la casa lui Tadlock. Reininger cânta la vioară electrică și chitară. Tadlock îi ajuta cu înregistrarea sunetului și redarea audio. Tot el a fost cel care a fabricat scule pentru formație, inclusiv așa-numitul „Treatment Mountain”, care era o piramidă făcută din placaj unde erau strânse pedalele de efecte ale lui Reininger.
Vocea era țipată, iar ca instrumente foloseau orice găseau, de exemplu saxofon și sintetizator polimoog. Formația nu avea toboșar. La începutul carierei, la concerte, spectatorii aruncau cu sticle de bere în ei. Basistul Peter Principle, artistul performance Winston Tong și regizorul de film Bruce Geduldig se alăturau formației pentru concerte. Concertele lor erau numite „cabaret teatral electronic.” Formația concerta deseori cu Pere Ubu, The Residents, Devoas și Cabaret Voltaire.
În 1979 au scos EP-ul „No Tears”, cu single-ul „No Tears”. Single-ul a fost descris ca fiind „unul dintre cele mai bune imnuri electro-punk al tuturor timpurilor.” În același an au semnat un contract cu casa de discuri Ralph Records.

## Cariera

### Anii 1980
În 1980 au scos primul album, Half-Mute. Albumul este numit după regizorul de film James Whale. Forrmația a efectuat un turneu în Europa în 1980 și s-a mutat la New York City. Acolo au apărut în filmul Downtown 81. Au câștigat popularitate în Olanda și Belgia. S-au mutat ulterior la Bruxelles. Trompetistul Luc van Lieshout s-a alăturat formației. În 1987 formația a contribuit la banda sonoră a filmului lui Wim Wenders film Wings of Desire. Tuxedomoon au concertat la Atena pentru prima dată în 1988, umplând Sala Pallas de două ori într-o zi.

### Anii 1990
La începutul anilor 1990 formația s-a despărțit și nu s-au reunit decât după vreo 8 ani. Tuxedomoon s-au reunit pentru un concert la Festivalul Next din Tel Aviv. Reunirea a avut loc la inițiativa lui Steven Brown. Înainte de concert au repetat timp de cca 10 zile într-un studiou din Tel Aviv.

### Anii 2000
În 2000 Tuxedomoon au susținut o serie de concerte acustice și electronice cu piese înregistrate anterior.
În 2004 au scos un nou album, Cabin in the Sky. Majoritatea materialului este instrumental. Bruce Geduldig cântă și el în fundal pe album.
În 2006 formația a scos Bardo Hotel la casa de discuri Crammed Discs. Înregistrat la San Francisco, albumul este muzica unui film a lui George Kakanakis, film care era neterminat la data lansării albumului. Atât albumul cât și filmul își iau numele de la cartea „Beat Museum - Bardo Hotel”, de Brion Gysin, care este numit hotelul Bardo din Paris. Jazz în stilul New Orleans și muzică de operă au influențat sunetul albumului.
Tuxedomoon au scos albumul Vapour Trails la casa de discuri Crammed Discs în 2007. Albumul a fost înregistrat în locuința lui Reininger. Pe lângă instrumentele obișnuite ale formației, au folosit și clarinete și cornuri de vânătoare. În 2007 au scos și un CD și un set DVD cu piese rare sau nelansate anterior și videouri.

### În prezent (2012)
Membrii formației locuiesc la Mexico City, Atena, Bruxelles și New York. Principle spune că faptul că membrii formației locuiesc pe continente diferite ajută ca formația să nu se destrame. Numele editurii lor muzicale erra Angst Music.

## Moștenire
Formația Factrix îi consideră pe Tuxedomoon mentori.

## Stil muzical
Steven Brown îi numesc pe "Eno, Bowie, John Cage, Bernard Herrmann, Nino Rota, Igor Stravinsky și Ennio Morricone ca influențe timpurii." Mai târziu au fost influențați de Radiohead, Claude Debussy, Miles Davis, Michael Nyman și Velvet Underground. Muzica lor este inspirată de muzica punk, jazz, funk, tango și post-punk.
Criticul muzical Simon Reynolds le-a caracterizat muzica ca fiind o „adiere de eleganță blazată” cu un stil muzical mai european decât cel al formațiilor americane contemporane lor. Ziarul Seattle Weekly le-a descris muzica ca „radiind un disconfort care sugerează o mâncărime existențială.”
Din punct de vedere al textelor, Tuxedomoon analizează societatea, cultura și psihologia umană. „Holiday for Plywood”, de pe discul Desire, analizează societatea de consum și paranoia.

## Discografie

### Albume de studio
- Half Mute, scos la Ralph Records, 1980
- Joeboy in Rotterdam, 1981
- Desire, scos la Ralph Records, 1981
- Divine, 1982
- Suite En Sous-Sol-Time to Lose, 1982
- Holy Wars, 1985
- Ship of Fools, 1986
- You, 1987
- The Ghost Sonata, 1991
- Joeboy in Mexico, 1997
- Soundtracks - Urban Leisure, 2002
- Cabin in the Sky, 2004
- Bardo Hotel Soundtrack, 2006
- Vapour Trails, 2007

### Single-uri și EP-uri
- Joeboy the Electronic Ghost/Pinheads on the Move, 7", 1978
- No Tears, 1978
- "Stranger"/"Love/No Hope", 7", 1979
- Scream With a View, 1979
- "What Use?"/"Crash", 7", 1980
- "Dark Companion"/"59 to 1 Remix", 7", 1980
- Urban Leisure (flexi), 1980
- Une Nuit au Fond de la Frayere/Egypt, 7", 1981
- "Ninotchka"/"Again", 12", 1982
- What Use? - remix, 1982
- Why Is She Bathing?, 1982
- Time to Lose, 1982
- Short Stories, 1983
- Soma/H.T.E., 7", 1984
- Tales from the New World (3 x 12inch collection), 1984
- "Boxman (The City)"/"The Train", 7" 1987
- You (new version)/Atlantis (Remix), 7", 1987
- No Tears '88, 1988
- "Michael's Theme"/Interview, 7", 1988

### Albume din concert
- Ten Years in One Night (live), 1988
- Live in St. Petersburg, 2002

### Compilații
- Subterranean Modern, Ralph Records, 1979
- Savoy Sound — Wave Goodbye, (album din concert) scos la Go! Records, actualmente la CD Presents, 1981
- A Thousand Lives by Picture, Ralph Records, 1983
- Pinheads on the Move, 1987
- Solve et Coagula, 1994
- Remixes & Originals, International DeeJay Gigolo Records, 2000
- 77o7 Tm (the 30th Anniversary Box) (album)|77o7 Tm (the 30th Anniversary Box)

### sub numele „Blaine L. Reininger”
- Broken Fingers, Les Disques du Crépuscule, 1982